# Tempel-Synagoge (Lemberg)

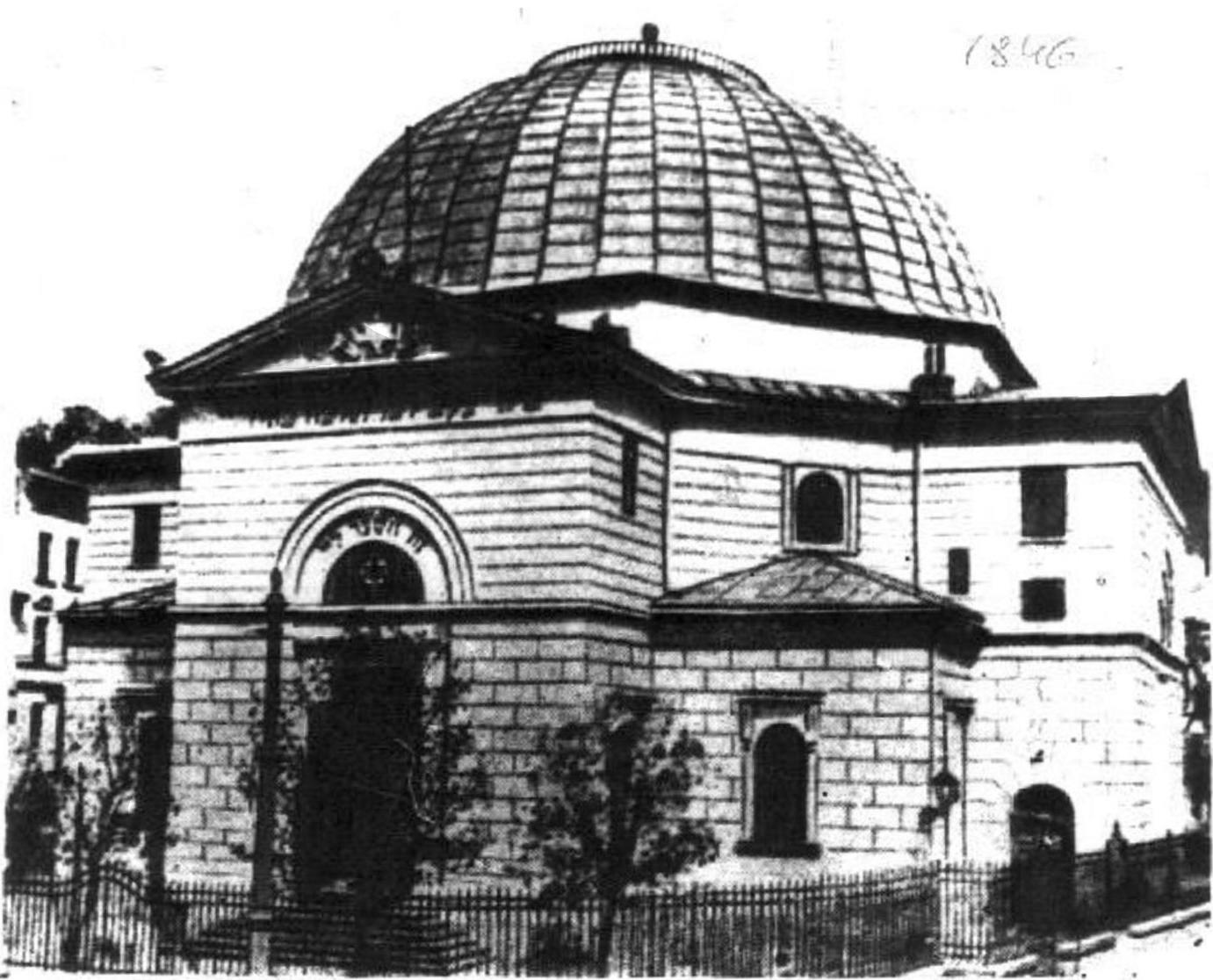
Die Tempel-Synagoge in Lemberg von 1846

Die Tempel-Synagoge (deutsch Deutsch-Israelitisches Bethaus, polnisch Synagoga Postępowa) befand sich in der Nähe des Staryj-Rynok-Platzes in der ukrainischen Stadt Lemberg und gehörte Anhängern der jüdischen Reformbewegung; Lemberg war eine der ersten Städte, die eine Reformsynagoge besaßen. Noch bevor die Synagoge gebaut wurde, erhielt die Gemeinde eine Torarolle von der Reformgemeinde von Long Beach in Kalifornien.

## Geschichte

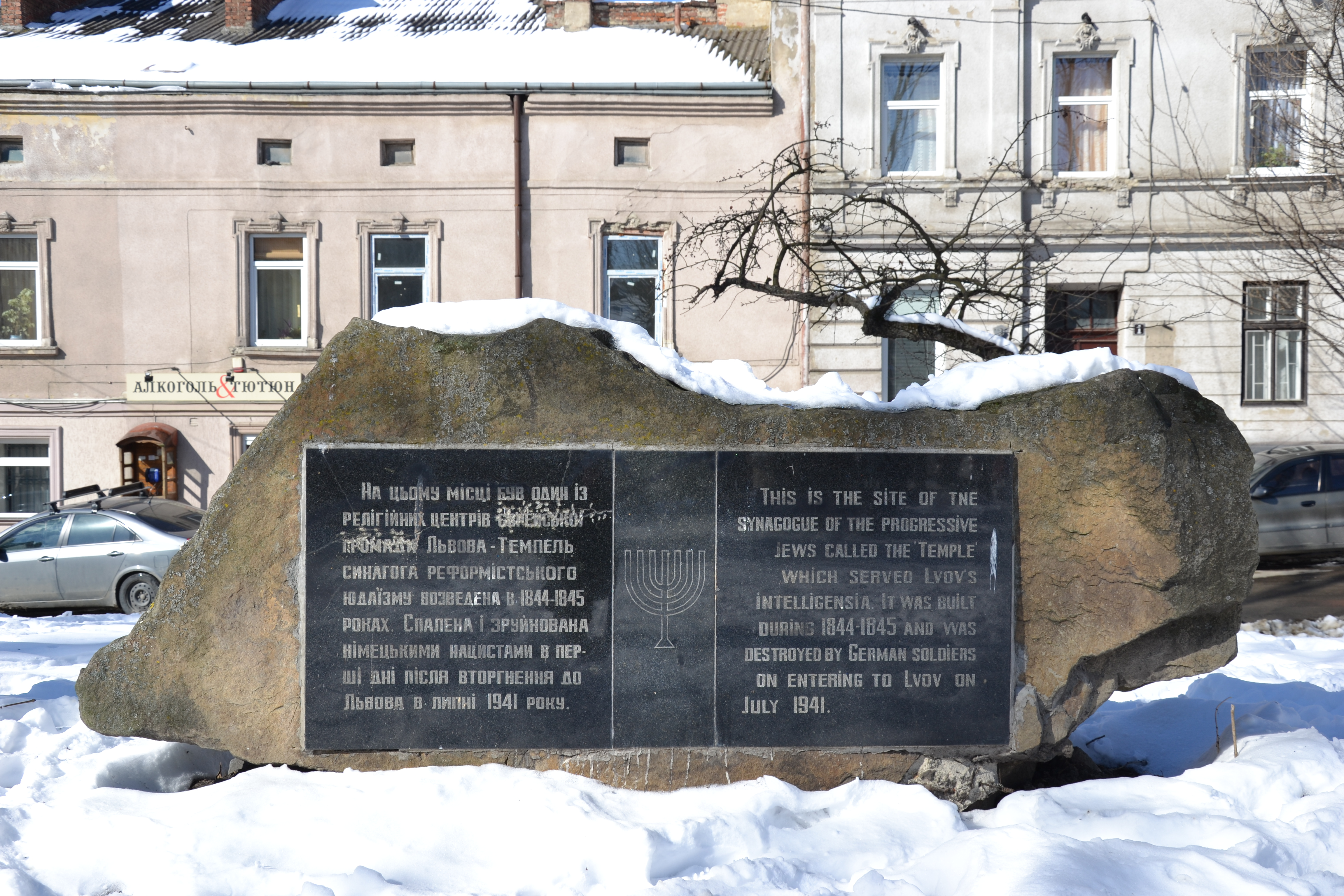
Gedenktafel

Bereits im 17. Jahrhundert wurde erstmals eine Synagoge gebaut. Von 1843 bis 1846 (laut Inschrift der heutigen Gedenktafel von 1844 bis 1845) wurde am Alten Marktplatz die Tempel-Synagoge (auch bekannt als Neue Synagoge) unter der Aufsicht des Architekten Johann Salzmann errichtet; entworfen wurde das Gebäude allerdings von einem Architekten namens Lewicki (vollständiger Name unbekannt). Die Einweihung der neuen Synagoge fand am 18. September 1846 statt. Unter anderem predigten dort die Rabbiner Abraham Kohn, Jecheskiel Caro, Bernard Loewenstein und Jecheskiel Lewin.
Sie wurde im Jahr 1941 von den Nationalsozialisten zerstört. Heute befindet sich an der ihrer Stelle ein Gedenkstein mit einer Inschrift in Ukrainisch und Englisch:
„Dies ist die Stelle der Synagoge der Reformjuden, genannt 'Der Tempel', die der Intelligenzija Lembergs diente. Sie wurde zwischen 1844-1845 erbaut und von deutschen Soldaten zerstört, als diese in Lvov im Juli 1941 eindrangen.“

## Architektur

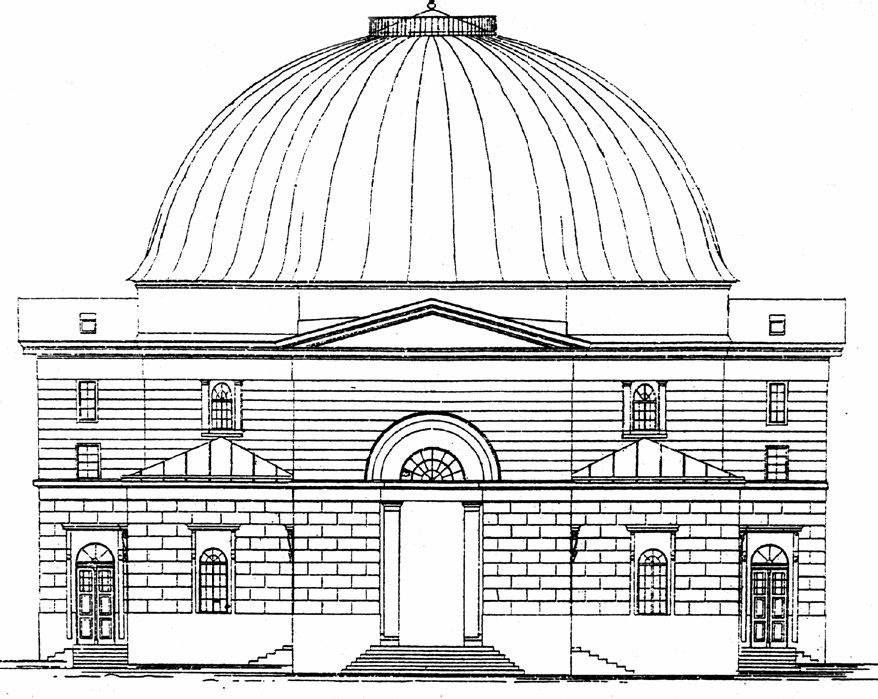
Fassade

Die Synagoge war ein klassischer Bau mit einer großen Kuppel. Der innere Altarraum war rund, mit nach vorne zur Bimah gerichteten Sitzen. Der Toraschrein und die erhöhte Kanzel waren im Reformstil gehalten. Eine doppelte Reihe von für die Frauen vorbehaltenen Balkonen umgab den Raum. Vorbild für das Innere der Synagoge war der Wiener Stadttempel in der Seitenstattgasse 4.

## Tempel-Synagoge und die Chassidische Synagoge
Etwa zur gleichen Zeit, als die progressiven Juden ihren Tempel erbauten, wollten die chassidischen Juden Lembergs eine eigene Synagoge errichten. Diese wurde zunächst nicht genehmigt. Erst nachdem der Vorsitzende der chassidischen Gemeinde, Jakob Glanzer, ein reicher Händler, der den Bau der chassidischen Synagoge finanzierte, auch Geld für den Bau der Tempel-Synagoge spendete, konnten die Chassiden mit dem Bau ihrer Synagoge beginnen. Durch ihren Einfluss im Magistrat konnten die progressiven Juden nach der Fertigstellung der Synagoge 1844 die Eröffnung noch um zwei Jahre verzögern. Erst nach einer weiteren größeren Geldspende Glanzers für die Tempel-Synagoge durfte die Chassidische Synagoge 1846 offiziell eröffnet werden.